# 信义公主 (隋朝)
信义公主（?—?），隋朝宗室女、和亲公主。
父母不详。西突厥可汗泥厥處羅可汗被射匮可汗击败，611年十二月，泥厥處羅可汗来朝见隋炀帝，被扣留，隋炀帝封泥厥處羅可汗为曷娑那可汗，把宗室女信义公主嫁给他为妻。